# Teodor Baconschi
Teodor Baconschi (Bucarest, 14 febbraio 1963) è un politico, diplomatico, autore, antropologo religioso e teologo rumeno, ex Ministro degli affari esteri dal 23 dicembre 2009 al 23 gennaio 2012 nel Governo Boc II.

## Origine e studi
Teodor Baconschi è nato il 14 febbraio 1963 a Bucarest, figlio del poeta A.E. Baconsky. Dopo aver conseguito il diploma di laurea in una scuola superiore con un profilo di storia filologica a Bucarest nel 1981, ha studiato presso l'Istituto Teologico Universitario di Bucarest dove ha conseguito la laurea nel 1985.

## Carriera professionale
Dopo la laurea, ha lavorato come redattore presso la Casa Editrice dell'Istituto della Bibbia e la Missione della Chiesa ortodossa rumena dal 1986 al 1989.
Immediatamente dopo il 1989, durante il ritiro del Patriarca Teoctist di Sinaia, ha fondato il gruppo di riflessione per il Rinnovamento della Chiesa, con il protosingelos Daniel Ciobotea e l'archimandrita Bartolomeu Anania, i suoi colleghi dell'Istituto di Missione della ROC, uniti dai preti Constantin Galeriu, Dumitru Stăniloae, Constantin Voicescu, il monaco Iustin Marchiş e i laici Sorin Dumitrescu e Horia Bernea.
Nel 1990, Teodor Baconschi è diventato consigliere presso il Ministero della cultura. Nello stesso anno ottiene una borsa di studio per il dottorato di ricerca da parte del governo francese, ha studiato presso l'Università di Paris IV Sorbonne, tra il 1990 e il 1994, durante i quali ha conseguito un Master (DEA) nel 1991 e poi un dottorato in antropologia religiosa e storia comparata delle religioni, con il rating "magna cum laude" nel 1994, con come mentore il professor Michel Meslin.
Dopo essere tornato in Romania, ha lavorato per un periodo come direttore della casa editrice Anastasia (1995-1997). In parallelo, ha insegnato come docente associato di corso di antropologia religiosa presso la Facoltà di Filosofia dell'Università di Bucarest, lavora come redattore alla "Viața spirituală" della TVR. Nel 1996 ha conseguito la laurea in post-dottorato come collega del Collegio Europeo di Bucarest.
Il presidente Emil Constantinescu lo mandò come ambasciatore della Romania presso la Santa Sede dal 1997 al 2001. Inoltre, tra il 1999 e il 2001, Teodor Baconschi è stato accreditato nella Repubblica di San Marino e presso il Sovrano militare ordine di Malta.
È stato richiamato nel paese nel 2001, nominato direttore generale del Ministero degli affari esteri. Tra il novembre 2002 e il gennaio 2005, è stato ambasciatore della Romania in Portogallo. Il 21 gennaio 2005 è stato nominato segretario di Stato per gli Affari globali presso il Ministero degli affari esteri.
L'11 settembre 2006, Teodor Baconschi è stato respinto come Segretario di Stato dal premier Călin Popescu Tăriceanu a seguito della politica di ristrutturazione nei ministeri. Intervistato dall'Agenzia Mediafax per il suo licenziamento, Baconschi, che non è stato inserito in alcun partito politico, ha detto: "È stata la decisione del Presidente del Consiglio a mettere in atto un liberale con la mia tessera di partito"
Dal 26 ottobre 2006, Teodor Baconschi ricopre la carica di consigliere presidenziale presso il Dipartimento per i Rapporti con la Pubblica Amministrazione e la Società Civile, che assume il posto vacante lasciato da Claudiu Săftoiu, che è stato nominato direttore della SIE.
Il 2 agosto 2007 è stato nominato dal presidente della Romania come ambasciatore straordinario e plenipotenziario in Francia. Il 4 marzo 2008, è stato chiamato come ambasciatore straordinario e plenipotenziario della Romania al Principato di Andorra e al Principato di Monaco.
Tra il dicembre 2009 e il gennaio 2012 è stato ministro degli affari esteri.
Il 28 settembre 2010 entra nel PDL, e il 13 ottobre dello stesso anno, ha lanciato la Fundația Creștin-Democrată. Baconschi si è dimesso dal Partito Liberale Democratico il 30 gennaio 2014, e si è unito al progetto, Partito del Movimento Popolare (PMP). Subito dopo, Baconschi ha dichiarato di correre per il mandato del partito del maggio 2014. Successivamente si è dimesso dal PMP e ha deciso di lasciare la politica, reintegrato nel servizio diplomatico romeno come ambasciatore.

## Vita personale
Teodor Baconschi è sposato ed è padre di due figli, un ragazzo e una ragazza, Stefan e Irina Baconschi.

## Opere pubblicate
Ha pubblicato una serie di libri sulla filosofia e la saggezza cristiana, firmata dall'autore Teodor Baconsky (nella poesia del padre, il poeta A.E. Baconsky, e dal 2010 è tornato al nome come appare nel documento d'identità: Teodor Baconschi). Tra questi libri ricordiamo quanto segue:
- Le Rire des Pères. Essai sur le rire dans la patristique grecque (Desclée de Brouwer, Paris, 1996) (cu o prefață de Olivier Clément);
- Râsul Patriarhilor. O antropologie a deriziunii în patristica răsăriteană (Ed. Anastasia, 1996) (cu o prefață de Andrei Pleșu);
- Iacob și îngerul. 45 de ipostaze ale faptului religios (Ed. Anastasia, 1996);
- Ispita Binelui. Eseuri despre urbanitatea credinței (Ed. Anastasia, 1999);
- Puterea schismei. Un portret al creștinismului european (Ed. Anastasia, 2001);
- Roma Caput Mundi. Un ghid subiectiv al Cetății eterne (împreună cu Horia Bernea), (Ed. Humanitas, 2001), un libro che ha vinto il Premio rumeno dei publisher per il più bel libro d'arte;
- Dumitru Stăniloae sau paradoxul teologiei (Ed. Anastasia, București, 2003) - împreună cu Bogdan Tătaru-Cazaban;
- Insula Cetății. Jurnal parizian (Ed. Curtea Veche, 2005);
- Despre necunoscut (Ed. Humanitas, 2007, reeditare la Baroque Arts & Books, 2012, cu o prefață de Sorin Lavric).
- 101 incursiuni în cotidianul românesc (ilustrații de Devis Grebu) Curtea Veche, 2007
- Bisericile din lemn din Maramureș, Editura Vellant, 2009
- Creștinism și democrație (Ed. Curtea Veche, 2010)
- Legătura de chei. O mărturie diplomatică în dialog cu Armand Goșu, Ed. Curtea Veche, 2013[1]
- Facebook, Fabrica de narcisism, Humanitas, 2015 [2]

Teodor Baconschi ha anche pubblicato studi, articoli, saggi e recensioni nella stampa culturale rumena (Sfera Politicii, Transilvania, 22, Dilema, Ziarul Financiar, Secolul 20, Cuvântul, Renașterea, Vatra). Alcuni studi sono stati pubblicati in volumi collettivi in Italia.
È stato proprietario della rubrica "Turn înclinat" della rivista "Dilema Veche" e del giornale "Cotidianul". Ha scritto prefazioni, studi introduttivi su tre volumi tradotti dal francese. Ha collaborato anche con la BBC e la Europa Libera.